# Connexió directa per cable
La connexió directa per cable és una característica de Microsoft Windows que permet la connexió entre dos ordinadors mitjançant un port paral·lel (LPT) o sèrie (COM) i cables LapLink o connexions d'infrarojos (irDA). Va ser introduït amb Windows 95 i es va llançar per última vegada amb Windows XP el 2001. Es pretén realitzar petites transaccions de fitxers entre ordinadors que no disposen de targetes de xarxa, encara que la versió present a Windows XP fa que aquest tipus de connexió estigui disponible també a través d'aquestes targetes, mitjançant un cable de xarxa de parell trenat creuat .

## Protocol i funcionament
Les connexions creades mitjançant aquesta eina utilitzen NetBEUI com a protocol de comunicació estàndard, excepte la versió de Windows XP, que té TCP/IP com a protocol estàndard per a xarxes. També es poden utilitzar altres protocols, com IPX/SPX, necessaris perquè la connexió funcioni per a determinats tipus de programes, sobretot els jocs DirectPlay.
Entre 1995 i 2001 tots els sistemes operatius per a ordinador personal amb Windows van rebre aquesta eina, amb l'excepció notable de Windows NT 4.0. No obstant això, encara és possible realitzar connexions d'aquest tipus amb aquest sistema mitjançant un cable sèrie, ja que l'estructura d'aquest tipus de connexió funciona de manera similar a les connexions d'accés telefònic generades per un mòdem.

## Tipus
Mitjançant el port sèrie o infraroig, la connexió generada pot arribar a una velocitat màxima d'uns 12 KB/s i, mitjançant la connexió a través del port paral·lel, una velocitat entre 40 i 70 KB/s. Aquesta velocitat és comparable a una connexió telefònica mitjançant mòdem, però és significativament inferior a la disponible en una connexió de xarxa tradicional, ja que les connexions Ethernet o Token Ring funcionen amb una taxa de bits de l'ordre de Mb/s.

### Port sèrie
Si s'utilitzen els ports sèrie de l'ordinador, s'ha d'utilitzar un cable de mòdem nul (o un adaptador de mòdem nul connectat a un cable sèrie estàndard) per connectar cadascun dels dos ordinadors per comunicar-se correctament. Aquesta connexió utilitza el protocol PPP.

### Port paral·lel
Si s'utilitzen els ports paral·lels, Windows admet cable estàndard o bàsic de 4 bits (conegut habitualment com a cable LapLink), cable de port de capacitats millorades (ECP) o cable de mòdul de cable universal (UCM) (que es coneixia com a cable DirectParallel per Parallel Technologies). Una limitació d'aquesta manera de connectar ordinadors és que, mitjançant un únic cable LapLink o una única connexió d'infrarojos, només es pot crear una connexió, amb un ordinador actuant com a servidor i un altre com a client d'aquesta connexió.

### Port USB
La connexió de dos ordinadors qualsevol mitjançant USB requereix un cable pont especial propietari. Un cable USB tipus A connectat directament de pin a pin no funciona, ja que l'USB no admet aquest tipus de comunicació. De fet, intentar fer-ho fins i tot pot danyar els ordinadors que es connecten, ja que curtirà les fonts d'alimentació dels dos ordinadors junts connectant les seves línies de 5 V i GND. Això pot destruir una o ambdues màquines i provocar un risc d'incendi, ja que és possible que les dues màquines no tinguin exactament la mateixa tensió de font USB. Per tant, la connexió directa per cable mitjançant USB no és possible; s'ha d'utilitzar un cable d'enllaç USB, tal com es veu a l' article 814982 de la base de coneixement de Microsoft. Tanmateix, amb un cable d'enllaç USB, s'ha d'utilitzar un programa que admeti la transferència de dades mitjançant aquest cable. Normalment, aquest programa es subministra amb el cable d'enllaç USB. L'assistent DCC o l'Explorador de Windows no es poden utilitzar per transferir fitxers mitjançant un cable d'enllaç USB.
Hi ha almenys 2 famosos cables creuats USB capaços de transferir dades bidireccional entre ordinadors similars als cables RJ45/Ethernet: el cable de pont d'amfitrió a host d'alta velocitat USB 2.0 de ProlificUSA.com TE-C0372 (chipset PL25A1) i el TE de ProlificUSA.com. -C0363 Superspeed USB 3.0 Host to Host Bridge Cable (set de xips PL27A1) i els controladors per a aquests sembla que es van incloure a les versions més noves del nucli Linux.

### Port IR
També es poden utilitzar ports de comunicació per infrarojos, com els que es troben als ordinadors portàtils (com ara IrDA).

## Windows Vista
Windows Vista va deixar de ser compatible amb la funció de connexió directa per cable, ja que Ethernet, Wi-Fi i Bluetooth es van fer omnipresents a les noves generacions d'ordinadors. Per transferir fitxers i configuracions, Windows Vista va incloure Windows Easy Transfer, utilitzant un cable pont USB a USB propietari conegut com Easy Transfer Cable